# Gobierno de Cataluña 2006 - 2010
Es el gobierno de la Generalidad de Cataluña entre 2006 y 2010 correspondiendo a la VIII legislatura del periodo democrático. Este gobierno sucedió al Gobierno de Cataluña 2003-2006 encabezado por Pascual Maragall (PSC)

## Cronología
Después de las elecciones al Parlamento de Cataluña de 2006, aunque CIU ganó con 48 escaños, el PSC, ERC y ICV-EUiA tenían suficiente mayoría parlamentaria como para rehacer el tripartito catalán. El 1 de noviembre de 2006 se produce el acuerdo de gobierno llamado "Entesa Nacional ple Progrés" dejando otra vez a CIU fuera del gobierno aunque ganara las elecciones.
El 28 de noviembre de 2006, José Montilla es investido Presidente de la Generalidad y constituye un nuevo gobierno formado por 14 consejeros (7 del PSC, 5 de ERC y 2 ICV-EUiA).
Aunque inicialmente el gobierno funcionó, en 2007 empezaron las tensiones internas, la falta de confianza y la poca garantía de estabilidad. En 2008 empezaron la lluvia de críticas por parte de la sociedad civil al gobierno y en 2010, cuando el Tribunal Constitucional recortó el Estatuto de Autonomía de Cataluña de 2006 y más de 1,5 millones de personas salieron a la calle a protestar, el gobierno perdió la capacidad de liderazgo y de respuesta.

## Estructura del gobierno
|                                                                                 |                                                               |                                                                            |                                      |
| ← Gobierno de José Montilla (28 de noviembre de 2006 - 29 de diciembre de 2010) |                                                               |                                                                            |                                      |
| Partido político                                                                |                                                               | Partit dels Socialistes de Catalunya                                       | Partit dels Socialistes de Catalunya |
| Partido político                                                                | Esquerra Republicana de Catalunya                             |                                                                            |                                      |
| Partido político                                                                | Iniciativa per Catalunya Verds - Esquerra Unida i Alternativa |                                                                            |                                      |
| Presidencia                                                                     |                                                               |                                                                            |                                      |
| Presidencia de la Generalidad                                                   |                                                               | José Montilla 28 de noviembre de 2006-29 de noviembre de 2010              |                                      |
| Vicepresidencia                                                                 |                                                               |                                                                            |                                      |
| Vicepresidencia de la Generalidad                                               |                                                               | Josep-Lluís Carod-Rovira 29 de noviembre de 2006-29 de noviembre de 2010   |                                      |
| Consejerías                                                                     |                                                               |                                                                            |                                      |
| Acción Social y Ciudadanía                                                      |                                                               | Carme Capdevila i Palau 29 de noviembre de 2006-29 de noviembre de 2010    |                                      |
| Interior, Relaciones Institucionales y Participación                            |                                                               | Joan Saura 29 de noviembre de 2006-29 de noviembre de 2010                 |                                      |
| Educación                                                                       |                                                               | Ernest Maragall 29 de noviembre de 2006-29 de noviembre de 2010            |                                      |
| Cultura y Medios de Comunicación                                                |                                                               | Joan Manuel Tresserras 29 de noviembre de 2006-29 de noviembre de 2010     |                                      |
| Justicia                                                                        |                                                               | Montserrat Tura 29 de noviembre de 2006-29 de noviembre de 2010            |                                      |
| Agricultura, Alimentación y Acción Rural                                        |                                                               | Joaquim Llena i Cortina 29 de noviembre de 2006-29 de noviembre de 2010    |                                      |
| Medio Ambiente y Vivienda                                                       |                                                               | Francesc Baltasar i Albesa 29 de noviembre de 2006-29 de noviembre de 2010 |                                      |
| Economía y Finanzas                                                             |                                                               | Antoni Castells 29 de noviembre de 2006-29 de noviembre de 2010            |                                      |
| Política Territorial y Obras Públicas                                           |                                                               | Joaquim Nadal 29 de noviembre de 2006-29 de noviembre de 2010              |                                      |
| Salud                                                                           |                                                               | Marina Geli 29 de noviembre de 2006-29 de noviembre de 2010                |                                      |
| Gobernación y Administraciones Públicas                                         |                                                               | Joan Puigcercós 29 de noviembre de 2006-10 de marzo de 2008                |                                      |
| Gobernación y Administraciones Públicas                                         | Jordi Ausàs 10 de marzo de 2008-29 de noviembre de 2010       |                                                                            |                                      |
| Trabajo                                                                         |                                                               | María del Mar Serna Calvo 29 de noviembre de 2006-29 de noviembre de 2010  |                                      |
| Innovación, Universidades y Empresa                                             |                                                               | Josep Huguet 29 de noviembre de 2006-29 de noviembre de 2010               |                                      |

## Otras
- Gobierno de Cataluña 2003-2007
- Elecciones al Parlamento de Cataluña 2003